# Xanthoparmelia granulata
Xanthoparmelia granulata är en lavart som beskrevs av Hale. Xanthoparmelia granulata ingår i släktet Xanthoparmelia och familjen Parmeliaceae.   Inga underarter finns listade i Catalogue of Life.